# Penda de Mércia
Penda (606 - 15 de novembro de 655) foi um rei da Mércia, o reino anglo-saxão situado no que são hoje as Midlands (Terras Médias inglesas). Um pagão em uma época em que o cristianismo estava se firmando em muitos dos reinos anglo-saxões, Penda dominou o Vale do Severn, em 628, após a Batalha de Cirencester e antes de participar da derrota do poderoso Rei Eduíno de Nortúmbria na Batalha de Hatfield Chase, em 633.
Nove anos depois, ele derrotou e matou o sucessor de Eduíno, Osvaldo, na Batalha de Maserfield. A partir desse ponto, Penda provavelmente foi o mais poderoso dos governantes anglo-saxônicos da época, deitando as fundações para a supremacia merciana sobre a heptarquia anglo-saxônica. Ele derrotou os anglos orientais, por três anos forçou ao exílio Cenwalh, rei de Wessex, e continuou a mover guerra contra os bernícios da Nortúmbria. Treze anos após Maserfield, Penda sofreu uma derrota esmagadora sob o sucessor de Osvaldo, Osvio, e foi morto na Batalha do Winwaed durante uma campanha final contra os bernícios.

## Descendência, início do reinado e batalha contra os saxões ocidentais
Penda era filho de Pybba e dele se dizia que era descendente de Icel, com uma linhagem implicitamente se estendendo até Odin. A Crônica anglo-saxônica dá sua descendência como se segue:
Penda era filho de Pybba, Pybba era filho de Cryda, Cryda filho de Cinevaldo, Cinevaldo filho de Cnebba, Cnebba filho de Icel, Icel filho de Eomer, Eomer filho de Angeltheow, Angeltheow filho de Offa, Offa filho de Vermundo, Vermundo filho de Wihtlaeg, Wihtlaeg filho de Woden [Odin].
A despeito da tradicional afirmação de descender de Odin, já se sugeriu que nenhum dos nomes de Penda, seu pai, Pybba, e seu filho Peada tenha uma etimologia anglo-saxônica muito convincente. Alguns linguistas classificam Penda como um nome britânico. O Professor John T. Koch observa que "Penda e uma variedade de outros nomes reais da antiga Mércia angla têm explicações mais obviamente britônicas do que alemãs, apesar de não corresponderem a nomes galeses conhecidos". Outros sugerem que venha de uma palavra não registrada, e portanto putativa, do inglês antigo com o significado de juramento.
A Historia Brittonum diz que Pybba teve doze filhos, incluindo Penda, mas que Penda e Eowa eram os que seu autor conhecia melhor. (Muitos desses doze filhos de Pybba podem, na verdade, meramente representar tentativas posteriores de se afirmarem descendências dele.) Aparentemente, além de Eowa, Penda também teve um irmão chamado Coenwalh, de quem descenderam dois reis posteriores.
É incerta a época em que Penda se tornou rei, como são as circunstâncias. Outro rei de Mércia, Cearl, é mencionado por Beda como estando no poder na mesma época do rei Etelfrido de Nortúmbria, no início do século VII. Não se sabe se Penda sucedeu a Cearl imediatamente, nem é claro se tinham parentesco ou, se tinham, com quanta proximidade. Henrique de Huntingdon, escrevendo no século XII, afirmou que Cearl era parente de Pybba. Também é possível que Cearl e Penda fossem rivais dinásticos.
De acordo com a Crônica anglo-saxônica, Penda tinha cinquenta anos de idade ao tempo de sua subida ao trono, tornou-se rei em 626 e reinou por trinta anos. Não se devem tomar esses trinta anos como um número exato, uma vez que a mesma fonte diz que ele morreu em 655, o que somente corresponde ao ano dado para o início do reinado se ele tiver morrido no trigésimo ano desse reinado. Além disso, de modo geral, os historiadores duvidam de que Penda realmente tivesse cinquenta anos de idade ao se tornar rei, principalmente por causa das idades de seus filhos. Por exemplo, segundo Beda, Wulfhere, filho de Penda, ainda era apenas um jovem três anos após sua morte; mas tem sido amplamente considerada implausível a ideia de que Penda, aos cerca de oitenta anos de idade, tivesse deixado filhos jovens. Já se sugeriu a possibilidade de que, na verdade, a Crônica pretendesse dizer que Penda tinha cinquenta anos ao tempo de sua morte, tendo, portanto, cerca de vinte anos em 626.

Mapa mostrando a localização geral dos povos anglo-saxônicos por volta do ano 600

Beda, em seu História Eclesiástica do Povo Inglês, diz que Penda era "um homem muito belicoso da raça real dos mercianos" e que, após a derrota de Eduíno de Nortúmbria em 633 (v. abaixo), ele reinou sobre os mercianos por 22 anos com sucesso variado. Frank Stenton, historiador do século XX, tinha a opinião de que a linguagem usada por Beda "não deixa dúvida de que (...) Penda, apesar de descender da família real dos mercianos, apenas se tornou seu rei após a derrota de Eduíno". A Historia Brittonum atribui a Penda um reinado de apenas dez anos, talvez datando-o a partir da época da Batalha de Maserfield (v. abaixo), por volta de 642, embora, de acordo com a cronologia geralmente aceita, isso ainda resultasse em mais de dez anos. Dados os aparentes problemas com as datas fornecidas pela Crônica anglo-saxônica e pela Historia Brittonum, geralmente os historiadores consideram mais plausível o relato de Beda sobre a extensão do reinado de Penda. Nicholas Brooks observava que, uma vez que esses três relatos vinham de três fontes diferentes (saxã ocidental, nortúmbria e galesa), nenhuma das quais era mércia, eles podiam meramente refletir as épocas em que seus respectivos povos tiveram o primeiro envolvimento militar com Penda.
A Crônica anglo-saxônica registra que, em Cirencester, em 628, ocorreu uma batalha entre Penda e os saxões ocidentais, comandados por seus reis Cinegilso e Quicelmo. À luz desse registro, assume grande importância a questão de Penda já ser ou ainda não ser rei durante o fim da década de 620. Se ele ainda não era rei, então seu envolvimento nesse conflito poderia indicar que estivesse lutando como um senhor da guerra independente durante esse período — como disse Stenton, "um nobre da casa real de Mércia, sem terras, lutando por sua própria mão". Por outro lado, ele poderia ter sido um dos múltiplos governantes entre os mercianos da época, reinando apenas sobre uma parte do território deles. A Crônica diz que, após a batalha, Penda e os saxões ocidentais "chegaram a um acordo". Já se especulou que esse acordo marcasse uma vitória para Penda, cedendo-lhe Cirencester e as áreas ao longo do baixo rio Severn. Aparentemente, essas terras, a sudoeste de Mércia, haviam sido tomadas dos bretões pelos saxões ocidentais em 577 e, ao final, tornaram-se parte do sub-reino dos Hwicce. Dada a participação e o aparente sucesso de Penda na área nessa época, já se argumentou que o sub-reino dos Hwicce tenha sido estabelecido por ele. Faltam provas que sustentem essa hipótese, embora se saiba que o sub-reino existiu mais tarde no mesmo século.

## Aliança com Cadwallon e Batalha de Hatfield Chase
No fim da década de 620 ou início da de 630, o rei Cadwallon de Venedócia, envolveu-se em uma guerra contra Eduíno de Nortúmbria, que, na época, era o rei mais poderoso da Grã-Bretanha. Aparentemente, Cadwallon começou sem sucesso, mas juntou-se a Penda, que se acredita ter sido o parceiro menor da aliança, para derrotar os nortúmbrios na Batalha de Hatfield Chase, em outubro de 633. Provavelmente, Penda ainda não era rei dos mercianos, mas, por causa da caracterização que Beda faz de sua situação, acredita-se que se tenha tornado rei pouco depois. Eduíno foi morto na batalha, e um de seus filhos, Edfrido, caiu prisioneiro de Penda.
Um dos manuscritos da Crônica anglo-saxônica diz que, após a vitória em Hatfield Chase, Cadwallon e Penda prosseguiram para devastar "toda a terra" dos nortumbrianos. Certamente Cadwallon continuou a guerra, mas é incerta a extensão da participação adicional de Penda. Beda diz que os pagãos que haviam matado Eduíno queimaram uma cidade e sua igreja em Campodono. Presumivelmente essa é uma referência aos mercianos sob Penda, embora seja incerta a época dessa ocorrência e, concebivelmente, "pagãos" possa ser uma designação depreciativa para os bretões cristãos. Beda não menciona a presença de Penda no cerco e na batalha nos quais Osrico de Deira foi derrotado e morto após Hatfield Chase. Menos de um ano depois disso, Penda não estava presente na Batalha de Heavenfield, quando, por sua vez, Cadwallon foi derrotado e morto. A participação bem sucedida de Penda em Hatfield Chase teria elevado seu status entre os mercianos, assim capacitando-o a assumir o reinado, e ele pode ter se retirado da guerra antes de Heavenfield de modo a assegurar ou consolidar sua posição em Mércia. Referindo-se aos sucessos de Penda contra os saxões ocidentais e os nortumbrianos, D.P. Kirby escreveu sobre a ascensão de Penda nesses anos como a de "um líder merciano cujas realizações militares transcendiam em muito as de seus antecessores obscuros".

## Durante o reinado de Osvaldo
Osvaldo de Bernícia tornou-se rei da Nortúmbria após sua vitória sobre Cadwallon em Heavenfield. São obscuros o status e as atividades de Penda durante os anos do reinado de Osvaldo, e já se sugeriram várias interpretações da posição de Penda durante esse período. Tem-se presumido que, de alguma forma, ele reconhecesse a autoridade de Osvaldo após Heavenfield, embora provavelmente fosse um obstáculo à supremacia nortumbriana ao sul do rio Humber. Já se sugeriu que a força de Penda durante o reinado de Osvaldo pudesse ter sido exagerada pela percepção histórica de seus sucessos posteriores. Kirby diz que, embora Osvaldo fosse tão poderoso quanto Eduíno havia sido, "ele se deparou com um desafio mais entrincheirado na Inglaterra central e oriental a partir de Penda".
Em algum momento durante o reinado de Osvaldo, Penda matou Edfrido, filho de Eduíno, "contrariando seu juramento". Já se sugeriu a possibilidade de que esse ato tenha sido o resultado de pressão de Osvaldo, uma vez que Edfrido era seu rival dinástico. Uma vez que havia o potencial de que Edfrido, vivo, viesse a ser usado por Mércia nas disputas de poder de Nortúmbria, matá-lo não teria sido vantajoso para Penda. Por outro lado, Penda pode ter matado Edfrido por suas próprias razões. Também já se sugeriu que Penda estivesse preocupado com a ameaça que Edfrido lhe representasse por poder tentar vingar as mortes de seu pai e de seu irmão. Finalmente, é possível que a rivalidade dinástica merciana tenha contribuído para a morte de Edfrido, uma vez que ele era neto de Cearl, antecessor de Penda.
Foi provavelmente em algum momento durante o reinado de Osvaldo que Penda derrotou os anglos orientais, matando seu rei Egrico e o antecessor, Sigeberto, que, contra sua vontade, havia sido trazido de sua reclusão em um mosteiro na crença de que sua presença motivaria os soldados. É incerto o momento em que houve essa batalha: pode ter sido em 635, mas também há evidência a sugerir que não possa ter sido antes de 640 ou 641. Presumindo-se que essa batalha tenha ocorrido antes de Maserfield, pode ter sido que uma tal expressão da ambição e do poder emergente de Penda tenha feito Osvaldo perceber que Penda tivesse de ser derrotado para se assegurar ou consolidar o domínio nortumbriano da Inglaterra meridional.
A Historia Brittonum e os Annales Cambriæ afirmam que Eowa, irmão de Penda, era um rei dos mercianos na época de Maserfield. Especula-se sobre o tipo de relação de poder que existia entre os irmãos antes da batalha. Eowa pode ter sido simplesmente um sub-rei sob Penda, mas também é possível que Penda e Eowa tenham reinado conjuntamente durante a década de 630 e o início da de 640: reinados conjuntos eram comuns em reinos anglo-saxões daquele período. Eles podem ter reinado sobre os mercianos meridionais e setentrionais respectivamente. A possibilidade de que Penda dominasse a porção meridional é sugerida por seu envolvimento, desde cedo, na área dos Hwicce, ao sul de Mércia, bem como pelo fato de que, após sua morte, permitiu-se que seu filho Peada reinasse sobre Mércia meridional enquanto o controle nortumbriano direto se impunha sobre a porção setentrional.
Brooks sugeriu outra possibilidade: Penda pode ter perdido poder em algum ponto após Heavenfield, e pode ser que, na verdade, Eowa tenha dominado os mercianos por pelo menos uma parte do período como um súdito aliado ou um fantoche de Osvaldo. Brooks citou uma afirmação de Beda que implica que a sorte de Penda tenha sido variada durante seus 22 anos no poder e observou a possibilidade de que essa sorte tenha sido pouca nessa época. Portanto, pode ser que Penda não tenha sido consistentemente a figura dominante em Mércia durante os anos entre Hatfield e Maserfield.

## Maserfield
Em 5 de agosto de 642, Penda derrotou os nortumbrianos na Batalha de Maserfield, perto das terras dos galeses, e Osvaldo foi morto. A poesia galesa sobrevivente sugere que Penda tenha lutado em aliança com os homens de Powys — aparentemente, ele esteve em aliança consistente com alguns dos galeses —; talvez, inclusive, Cynddylan ap Cyndrwyn, de quem se dizia que, "quando o filho de Pyb desejava, como ele estava pronto", presumivelmente significando que fosse um aliado de Penda, o filho de Pybba. Se estiver correta a tradicional identificação do local da batalha com Oswestry, então haveria indício de que fora Osvaldo quem havia tomado a ofensiva contra Penda. Já se sugeriu que ele estivesse agindo contra "uma ameaça oposta a sua dominação de Mércia por uma aliança hostil de Penda e Powys". De acordo com A vida de Santo Osvaldo, de Reginaldo de Durham, escrito no século XII, Penda fugiu para Gales antes da batalha, quando, então, Osvaldo sentiu-se seguro e dispensou seu exército. Essa explicação tem sido considerada "plausível", mas não se encontra em nenhuma outra fonte e, portanto, pode ter sido invenção de Reginaldo.
De acordo com Beda, Penda mandou desmembrar o corpo de Osvaldo, fixando a cabeça, as mãos e os braços sobre estacas (isso pode ter tido um significado religioso pagão). A morte de Osvaldo como um rei cristão em batalha contra pagãos levou-o a ser visto como um mártir e reverenciado como santo.
Eowa foi morto em Maserfield juntamente com Osvaldo, apesar de não se saber em que lado ele estava lutando. Pode bem ser que estivesse lutando como um aliado dependente de Osvaldo contra Penda. Se, de fato, Eowa era dominante entre os mercianos durante o período que levou à batalha, então sua morte pode ter marcado aquilo que o autor da Historia Brittonum considerava como o início do reinado de dez anos de Penda. Portanto, pode ser que Penda tenha prevalecido não apenas sobre os nortumbrianos, mas, também, sobre seus rivais entre os mercianos.
A Historia Brittonum também pode estar se referindo a esta batalha quando diz que Penda libertou ("separavit") os mercianos dos nortumbrianos pela primeira vez. Essa pode ser uma pista importante sobre a relação entre os mercianos e os nortumbrianos antes e durante a época de Penda. Pode ter existido uma "confederação humbriana" que incluísse os mercianos até que Penda se tenha libertado dela. Por outro lado, tem-se considerado improvável que essa fosse verdadeiramente a primeira ocorrência de separação: é significativo que Cearl tenha casado sua filha com Eduíno durante o exílio deste último, quando Eduíno era inimigo do rei nortumbriano Etelfrido. Se Cearl pôde fazer isso, então parece que ele não estava submetido a Etelfrido; portanto, pode ser que qualquer relação de sujeição se tenha desenvolvido apenas após a época desse casamento.
A batalha deixou Penda com um grau de poder sem precedente para um rei merciano. Após Maserfield, Kirby qualificou-o como, "sem dúvida, o mais poderoso regente merciano a ter emergido nas Midlands até ali", e deve ter sido muito significativo o prestígio associado à vitória sobre o poderoso Osvaldo. Em consequência da batalha, a Nortúmbria ficou marcadamente enfraquecida, fraturando-se, em certa medida, entre Deira, na porção meridional, e Bernícia, na setentrional. Os deiranos adquiriram seu próprio rei, Oswine, enquanto, em Bernícia, Osvaldo foi sucedido por seu irmão, Osvio. Assim, Mércia passou a gozar de uma posição de força bastante aumentada em relação aos reinos circundantes. Stenton escreveu que a batalha tornou Penda "o rei mais formidável da Inglaterra" e observou que, apesar de "não haver evidência de que ele se tenha tornado ou sequer tentado tornar-se senhor de todos os outros reinos da Inglaterra meridional (...), nenhum deles pode ter igualado sua reputação".

## Campanhas entre Maserfield e o Winwaed
A vitória de Penda em Maserfield deve ter enfraquecido a influência nortumbriana sobre os saxões ocidentais, e o novo rei saxão ocidental Cenwealh — que ainda era pagão nessa época — foi casado com a irmã de Penda. Pode-se presumir que isso significasse que, em alguma medida, Cenwealh estivesse dentro do que Kirby chamou de uma "órbita merciana". Entretanto, quando, de acordo com Beda, Cenwealh "repudiou" a irmã de Penda em favor de outra esposa, Penda forçou-o ao exílio na Ânglia Oriental em 645, e ali Cenwealh permaneceu por três anos antes de retomar o poder. Não se sabe quem governou os saxões ocidentais durante o exílio de Cenwealh; Kirby considerava razoável concluir que, fosse quem fosse, era subordinado a Penda. O mesmo Autor também sugeriu que Cenwealh pudesse não ter sido capaz de retornar a seu reino até após a morte de Penda.
Em 654, o rei da Ânglia Oriental, Anna, que havia abrigado Cenwealh em seu exílio, foi morto por Penda e sucedido por um irmão, Etelhero. Posteriormente, em 655, Etelhero participou, com Penda, da malfadada invasão da Bernícia (v. abaixo); portanto, pode ser que Penda tenha instalado Etelhero no poder. Já se sugeriu que as guerras de Penda contra os anglos orientais "[devessem] ser observadas à luz de lutas entre facções dentro da Ânglia Oriental". Também pode ser que Penda tenha guerreado contra os anglos orientais com a intenção de assegurar o domínio merciano sobre a área da Ânglia Média, onde estabeleceu Peada, seu filho, como regente.
Nos anos após Maserfield, Penda também moveu guerra destrutivamente contra Osvio de Bernícia no próprio território deste. Em certo ponto antes da morte do Bispo Edano (31 de agosto de 651), Beda diz que Penda "cruelmente devastou o país dos nortumbrianos, longe e perto", e sitiou a fortaleza real berniciana de Bamburgo (Bamburgh). Quando os mercianos não conseguiram capturá-la — "não sendo capazes de entrar à força nem por um longo sítio" —, Beda relata que tentaram pôr fogo à cidade, mas que ela foi salva por um vento sagrado, supostamente enviado em resposta a um apelo de Edano: "Observai, Senhor, que grande maldade Penda faz!" Diz-se que o vento soprou o fogo de volta para os mercianos, impedindo-os de novas tentativas de capturar a cidade. Beda registra outro ataque alguns anos após a morte de Edano: diz que Penda liderou um exército a devastar a área onde Edano havia morrido — "destruiu tudo que pôde com fogo e espada" — mas que, quando os mercianos queimaram a igreja onde Edano falecera, ficou indene o poste contra o qual ele estivera reclinado ao momento da morte, o que foi tomado como um milagre. Entretanto, não há registro de batalhas abertas entre os dois lados antes do Winwaed em 655 (v. abaixo), o que pode significar que Osvio estivesse deliberadamente evitando o combate devido a um sentimento de fraqueza em relação a Penda. Tal sentimento pode ter sido em termos religiosos tanto quanto militares: N.J. Higham escreveu sobre Penda ter adquirido "uma reputação preeminente como um rei guerreiro protegido pelos deuses", cujas vitórias podem ter levado à crença de que seus deuses pagãos fossem mais eficazes para proteção na guerra do que o Deus cristão.

## Relações com Bernícia; o cristianismo e a Ânglia Média
Apesar dessas aparentes ocorrências de guerra, provavelmente as relações entre Penda e Osvio não foram inteiramente hostis durante este período, uma vez que Cyneburh, filha de Penda, casou-se com Alhfrith, filho de Osvio, e Peada, filho de Penda, casou-se com Alhflaed, filha de Osvio. De acordo com Beda, que data os eventos em 653, esse último casamento dependeu do batismo de Peada e de sua conversão ao cristianismo, os quais Peada aceitara. Com isso, começou a pregação do cristianismo entre os anglos médios, sobre quem ele reinava. Beda escreveu que Penda tolerara a pregação do cristianismo na própria Mércia apesar de suas crenças pessoais:
| “ | Nem o Rei Penda obstruiu a pregação da Palavra entre seu povo, os mercianos, se algum deles estivesse disposto a ouvi-la; mas, ao contrário, ele odiava e desprezava aqueles que percebesse não desempenharem as obras da fé quando tivessem alguma vez recebido a fé, dizendo, "seriam reprováveis e desgraçados aqueles que não obedecessem a seu Deus, em quem acreditassem". Isso iniciou-se dois anos antes da morte do Rei Penda. | ” |
|   | — Venerável Beda, História Eclesiástica do Povo Inglês. |   |

A conversão de Peada, a introdução de sacerdotes na Ânglia Média e a ausência de evidências de que Penda tenha tentado interferir poderiam ser entendidas como evidências de sua tolerância ao cristianismo. Por outro lado, também é possível a interpretação de que a conversão e o casamento possam ser vistos como correspondentes a uma tentativa bem sucedida, da parte de Osvio, de expandir a influência berniciana à custa de Penda. Higham via a conversão de Peada em termos mais de manobras políticas de ambos os lados do que de zelo religioso.
Como entidade política, a Ânglia Média pode ter sido criada por Penda como uma expressão do poder de Mércia na área após suas vitórias sobre os anglos orientais. Anteriormente, parece ter havido alguns pequenos povos habitando a região, e o estabelecimento local do sub-rei Peada por Penda pode ter marcado a primeira união desses povos sob um só governante. Os distritos correspondentes a Shropshire e Herefordshire, ao longo da fronteira ocidental de Mércia próximo a Gales, provavelmente também caíram sob o domínio merciano nessa época. Ali, um rei chamado Merewalh governava o Magonsæte; em séculos posteriores, disse-se que Merewalh fôra filho de Penda, mas isso é considerado incerto. Stenton, por exemplo, considerava provável que Merewalh tivesse sido o representante de uma dinastia local que tivesse continuado a governar sob o domínio merciano.

## Campanha final e batalha do Winwaed
Em 655, Penda invadiu a Bernícia com um grande exército, que se relata ter tido o tamanho de trinta bandos, com trinta comandantes reais ou nobres (duces regii, como Beda os chamou), incluindo governantes como Cadafael ap Cynfeddw de Gwynedd e Etelhero de Ânglia Oriental. Penda também teve o apoio de Etelvaldo, rei de Deira e sucessor de Oswine, que havia sido assassinado por ordem de Osvio em 651. Beda diz que Etelvaldo foi o guia de Penda durante a invasão.
A causa desta guerra é incerta. Há uma passagem na História eclesiástica de Beda que sugere Etelhero de Ânglia Oriental como seu causador. Por outro lado, já se argumentou que uma questão de pontuação em manuscritos mais recentes tenha confundido o significado do texto original a este respeito e que, na verdade, Beda tenha pretendido referir-se a Penda como o responsável. Embora, de acordo com Beda, Penda tenha tolerado alguma pregação cristã em Mércia, já se sugeriu que ele percebesse o patrocínio berniciano do cristianismo em Mércia e na Ânglia Oriental como uma forma de "colonialismo religioso" que estivesse minando seu poder e que isso possa ter provocado a guerra. Alhures, já se sugeriu a possibilidade de que Penda pretendesse impedir que Osvio reunificasse a Nortúmbria, não desejando que Osvio restaurasse o reino ao poder de que usufruíra sob Eduíno e Osvaldo. Uma percepção do conflito em termos da situação política entre Bernícia e Deira poderia ajudar a explicar o papel de Etelvaldo de Deira na guerra, uma vez que Etelvaldo era filho de Osvaldo e, ordinariamente, poderia não ser de se esperar que se aliasse àqueles que haviam matado seu pai. Talvez, como filho de Osvaldo, ele buscasse obter a coroa berniciana para si mesmo.
De acordo com a Historia Brittonum, Penda sitiou Osvio em Iudeu, local que foi identificado com Stirling, no norte do reino de Osvio. Osvio tentou comprar a paz: a Historia Brittonum diz que ele ofereceu um tesouro, que Penda distribuiu entre seus aliados bretões. Beda afirma que a oferta foi simplesmente rejeitada por Penda, que "decidiu extirpar toda a nação [de Osvio], do mais alto ao mais baixo". Além disso, de acordo com Beda, Egfrido, filho de Osvio, estava refém "na corte da Rainha Cynwise, na província dos mercianos" — talvez entregue por Osvio como parte de alguma negociação ou acordo. Em seguida, aparentemente, o exército de Penda voltou para o sul, talvez retornando para casa, mas, em uma data que Beda informa ter sido 15 de novembro, houve uma grande batalha próximo ao rio Winwaed, na região de Loidis, que se pensa ter sido na área em torno da atual Leeds. É incerta a identificação do Winwaed com algum rio moderno, mas, possivelmente, tratava-se de um afluente do rio Humber. Há boas razões para se crer que possa bem ter sido o rio hoje conhecido como Cock Beck, no antigo reino de Elmet. O Cock Beck serpenteia através de Pendas Fields ("Campos de Penda"), perto de um antigo poço conhecido como Pen Well, nos arredores de Leeds, antes de se unir ao rio Wharfe. Outra possibilidade é o rio Went, um afluente do rio Don, situado ao Norte da atual Doncaster. Pode ser que o exército de Penda tenha sido atacado por Osvio em um ponto de vulnerabilidade estratégica, o que ajudaria a explicar a vitória de Osvio sobre forças que, de acordo com Beda, eram muito maiores do que as dele.
As forças mercianas também foram enfraquecidas por deserções. De acordo com a Historia Brittonum, Cadafael de Gwynedd, "levantando-se durante a noite, fugiu com seu exército" (assim ganhando o epíteto Cadomedd, ou seja, "avesso à batalha"), e Beda relata que, no momento da batalha, Etelvaldo de Deira retirou-se e "aguardou o resultado em um lugar de segurança". De acordo com Kirby, se o exército de Penda estava marchando de volta para casa, pode ter sido por esse motivo que alguns de seus aliados estivessem indispostos a lutar. Pode ser, também, que os aliados tivessem diferentes propósitos na guerra, e Kirby sugeriu que os desertores pudessem ter estado insatisfeitos "com o que fora obtido em Iudeu". Em um momento em que o Winwaed estava cheio por causa de chuvas fortes, os mercianos foram derrotados severamente e Penda foi morto, juntamente com Etelhero, rei da Ânglia Oriental. Beda conta que os "trinta comandantes, e aqueles que haviam vindo em seu socorro, foram postos em fuga, e quase todos mortos" e que mais homens se afogaram na fuga do que foram mortos na própria batalha. Também diz que a cabeça de Penda foi cortada fora; é possível uma conexão com o tratamento do corpo de Osvaldo em Maserfield. Escrevendo no século XII, Henrique de Huntingdon enfatizou a ideia de que Penda estivesse sofrendo o mesmo destino que havia infligido a outros.

## Resultado e apreciação histórica
Com a derrota de Penda no Winwaed, Osvio veio a dominar Mércia por um curto período, permitindo que Peada, filho de Penda, reinasse sobre sua porção meridional. Após a derrubada do controle nortumbriano no fim da década de 650, dois dos outros filhos de Penda, Vulfero e Etelredo, reinaram sobre Mércia sucessivamente. O período de reinado dos descendentes de Penda chegou ao fim com a morte de seu neto Ceolredo em 716, após a qual o poder passou a descendentes de Eowa pela maior parte do restante do século VIII.
O reinado de Penda é significativo na medida em que marca uma nova importância de Mércia em relação à obscuridade que esse reino tinha no tempo de seus antecessores, em termos tanto do poder dos mercianos em relação aos povos circundantes quanto de nossa percepção histórica deles. Apesar de ser bem pouco clara nossa compreensão do reinado de Penda, e de mesmo suas muito notáveis e decisivas batalhas estarem cercadas de confusão histórica, pela primeira vez se torna realisticamente possível um traçado geral de eventos importantes em relação aos mercianos. Além disso, Penda certamente teve grande importância no desenvolvimento do reino merciano; já se disse que seu reinado foi "crucial para a consolidação e a expansão de Mércia".
Penda foi o último grande rei-guerreiro pagão entre os anglo-saxões. Higham escreveu que "sua destruição soou o sino fúnebre do paganismo inglês como uma ideologia política e religião pública". Após a morte de Penda, os mercianos foram convertidos ao cristianismo, e todos os três filhos reinantes de Penda foram governantes cristãos. Suas filhas Cyneburh e Cyneswith tornaram-se cristãs e foram figuras santificadas que, de acordo com alguns relatos, retiveram sua virgindade durante seus casamentos. Alegadamente, houve até mesmo um neto de Penda chamado Rumwold que teve uma vida santa de apenas três dias de pregação fervorosa. O que se sabe sobre Penda é primariamente derivado da história escrita pelo nortumbriano Beda, um padre não inclinado a retratar objetivamente um merciano pagão que se envolveu em conflito feroz com reis cristãos e, em particular, com governantes nortumbrianos. De fato, Penda já foi descrito como "o vilão do terceiro livro de Beda" (da História Eclesiástica do Povo Inglês'). O tema dominante na perspectiva dos cristãos que escreveram posteriormente é o contexto religioso das guerras de Penda — por exemplo, a Historia Brittonum diz que ele prevaleceu em Maserfield através de "ofícios diabólicos". De todo modo, talvez a maior importância de Penda tenha sido em sua oposição à supremacia dos nortumbrianos. De acordo com Stenton, se não tivesse sido a resistência de Penda, "provavelmente se teria estabelecido um reino fracamente compactado (sic) da Inglaterra sob o domínio nortumbriano até a metade do século VII". Resumindo Penda, ele escreveu:
Ele mesmo era um grande rei guerreiro do tipo mais honrado em sagas germânicas; o senhor de muitos príncipes e o líder de uma vasta comitiva atraída a seu serviço por seu sucesso e sua generosidade. (...) Suas guerras só podem ser descritas a partir do ponto de vista de seus inimigos...